# Lamus
Lamus (en grec antic Λάμος) era una ciutat de Cilícia, situada a la desembocadura del riu Lamus. Era capital del districte de Lamotis.
El riu i la ciutat són esmentats per Estrabó i Claudi Ptolemeu, mentre que Esteve de Bizanci només menciona el riu. Aquest riu per altra banda era poc important, i formava el límit entre la Cilícia anomenada Aspera i l'anomenada Cilícia Pròpia. Segons William Smith, el riu encara porta el nom de Lamas o Lamuzo.